# Osvaldo Sanini
(O. Sanini, All'Irpinia, febbraio 1948)
Osvaldo Sanini (La Canea, Grecia, 5 settembre 1874 – Grottaminarda, 28 febbraio 1962) è stato un giornalista, poeta e scrittore italiano.

## Biografia
Osvaldo Sanini nasce sull'isola di Creta, da famiglia di origini parmensi. Ritorna nella città di nascita nel 1880 con i familiari ma, volendo proseguire gli studi in legge, si trasferisce poi a Genova. Ben presto diviene giornalista corrispondente all'estero per Il Secolo XIX. Nel 1940 il Sanini rientra in Italia da Parigi, dove aveva soggiornato a lungo, e viene arrestato dalla polizia fascista. Accusato di propaganda antifascista, è costretto al confino. Il regime lo invia a Grottaminarda, in Irpinia, ove deciderà di rimanere fino alla sua morte. Durante l'esilio il Sanini pubblica varie raccolte di poesie e successivamente al trapasso viene rinvenuta la raccolta inedita "Canto del Confino". Oggi la raccolta viene conservata presso la biblioteca comunale di Grottaminarda insieme ad altre poesie, racconti, drammi e commedie. Nei suoi scritti e componimenti si delinea una forte influenza leopardiana e ottocentesca in generale. Ancora oggi, a Grottaminarda, sulla facciata della casa in cui soggiornò, si può notare una targa in sua memoria.
Nel dopoguerra divenne amico di Leopoldo Faretra, medico originario di Grottaminarda sopravvissuto alla deportazione in Germania.

## Poesie principali
- Io - (poesie) - Casa editrice STEN (Società Editrice Nazionale Torino) -1912 – pagg. 157
- Fiori scandinavi – (poesie) - Ed. Procellaria, Reggio Calabria - 1954 – pagg.47
- Canto dal confino (poesie)
- Il trionfo di don Procopio (commedia)
- Il chiostro d'Arges (dramma)
- Manole – (tragedia)
- La leggenda degli erranti – (racconto) – Ed. Procellaria –Reggio Calabria - 1955 – pagg.71
- L'orologio del Borgo (poesie)